# Fatmir Sejdiu
Fatmir Sejdiu (ur. 23 października 1951 w Pakaszticy k. Podujeva) – albański polityk Kosowa, prawnik, prezydent Republiki Kosowa od 10 lutego 2006 do 27 września 2010.

## Życiorys
Uczęszczał do szkoły podstawowej i średniej w Podujevie. W 1974 ukończył studia na Wydziale Prawniczym Uniwersytetu w Prisztinie. W latach 1974–1975 pracował jako dziennikarz, a następnie został przyjęty na stanowisko asystenta na Wydziale Prawniczym Uniwersytetu w Prisztinie, gdzie się później doktoryzował. W kolejnych latach został profesorem Wydziału Prawa i Nauk Politycznych Uniwersytetu w Prisztinie. W czerwcu 2006 uzyskał tytuł doctora honoris causa na Uniwersytecie Tirańskim. W 2008 uhonorowany Orderem Skanderbega.
W 1989 był jednym z założycieli Demokratycznej Ligi Kosowa. W 1992 wszedł w skład jej prezydium, a dwa lata później został jej sekretarzem generalnym. W wyborach parlamentarnych w 2001 zdobył mandat deputowanego do Zgromadzenia Kosowa i wszedł w skład jego Prezydium. W wyborach w 2004 uzyskał reelekcję w parlamencie.
Po śmierci prezydenta Kosowa Ibrahima Rugovy w styczniu 2006 został nominowany przez Demokratyczną Ligę Kosowa jako kandydat na jego następcę. 10 lutego 2006 został wybrany przez parlament na urząd prezydenta. 9 stycznia 2008 uzyskał reelekcję na stanowisku.
27 września 2010 podał się do dymisji po stwierdzeniu przez Sąd Konstytucji poważnego naruszenia przez niego przepisów konstytucji. Wniosek w tej sprawie złożyła grupa 32 deputowanych. Sąd Konstytucyjny uznał, że łączenie stanowiska szefa państwa ze stanowiskiem przewodniczącego Demokratycznej Ligi Kosowa narusza art. 88 konstytucji mówiący o zakazie pełnienia przez prezydenta jakiejkolwiek funkcji w partii politycznej. Sejdiu uszanował decyzję sądu, choć stwierdził, że się z nią nie zgadza. Do czasu wyboru nowego szefa państwa obowiązki prezydenta przejął przewodniczący parlamentu, Jakup Krasniqi.
Fatmir Sejdiu jest żonaty, ma troje dzieci. Mówi w języku angielskim i francuskim.